# TheoTown
TheoTown (немецкое произношение: [ˈteːoˌtaʊ̯n]) — однопользовательская видеоигра в жанре градостроительства от немецкого издателя игр Blueflower. Игра впервые вышла на платформы Android в 2015 году и далее была портирована на Windows, iOS, MacOS и дистрибутивы Linux.
Официально TheoTown на Android и Windows основан на Java и Lua. Игра разработана Кристианом Вигелем и Фабианом Мильтербергеном.

## Игровой процесс
Игра представляет собой песочницу с элементами градостроительства. При этом сообщество дополняет ее плагинами, которые в игре официально внедрены и активно поддерживаются. Игрок управляет своим городом размещая изометрические объекты. Население города растет в случае активного соблюдения «спроса» у населения. Игра использует пиксельную графику, создавая уклон на псевдотрёхмерность.

### Уровень сложности
В игре существует 4 сложности:
- Легкая — Начинается со стартовым капиталом в 100 000₮[3]
- Средняя — Начинается со стартовым капиталом в 50 000₮[3]
- Сложная — Наиболее трудный и начинается со стартовым капиталом в 10 000₮[3].
- Песочница — Отличающийся от первых 3-х тем, что все объекты в этой сложности бесплатны (за исключением зданий за «кристаллы»), отсутствуют происшествия, уведомления, а также позволяет настраивать спрос на определенные зоны[3].

## Плагины
Плагины (англ. plugins) — специальные расширения для игры, добавляющее больше возможностей. Плагины внедрены в игру с самого релиза и являются официальным и безопасным способом модификации игры.
TheoTown использует формат JSON-файлов, сопровождаемых изображениями и дополнительными ресурсами. Также нередко наблюдается создание плагинов на языке программирования Lua, позволяющий кастомизировать пользовательский интерфейс и некоторую локальную логику видеоигры.
Сами плагины создаются сообществом игры и распространяются в Plugin Store. Самый популярный плагин в игре — Tesla Factory от пользователя CERRERA, набравший по состоянию на 27 июля 2025 года 2 340 166 загрузок. В Plugin Store на момент 27 июля 2025 года загружено 3,612 плагинов. Больше всего плагинов — 177 — было создано пользователем Sergio2203, которые набрали 6 088 012 загрузок.. Самым популярным автором по скачиваниям является anhkatori2, который набрал 18 522 869 скачиваний в общей сумме.

## Разработка
Видеоигра разработана на Java, используя фреймворк LibGDX.
История видеоигры начинается с создания градостроительной игры The City Project Кристиана Вигеля, которая начал ее разработку для Windows и MacOS в 2003 году. В 2007 году разработка видеоигры по неизвестным причинам остановилась. В сентябре того же года он начал создание TheoTown с использованием игрового движка Blitz3D. Игра была создана по образцу SimCity 2000, но была задумана как значительно менее сложная, чтобы ее было легче понять детям.
Программист Фабиан Мильтенбергер узнал о проекте и совместно с Кристианом они основали компанию FlowerSoft, которую потом переименовали в BlueFlower. Игровой движок был обновлен до BlitzMax, при этом сохранив основную часть кода. Мильтенбергер экспериментировал с работой сенсорного экрана и регулярно публиковал видеоролики создания проекта в форум игрового движка. Разработка TheoTown на десктопные устройства также остановилась в 2011 году из-за несоответствия проекта с его первоначальными идеями и сложностями в коде.
С ростом популярности Android в начале 2010-х годов Мильтенбергер вернулся к разработке и портировал игру на эту платформу.. 11 апреля 2015 года он выпустил первую версию TheoTown в Google Play Store. Вскоре после этого оригинальный создатель Кристиан Вигель вернулся и обновил графику игры. В 2016 году проект перешел из альфы в бета-разработку.
5 июня 2019 года TheoTown вышел в релиз и появился в App Store и Steam.

## Оценки
Согласно Google Play, TheoTown по состоянию на июнь 2025 года достиг более 10 миллионов загрузок на Android. На сервисе 148Apps видеоигру оценили как «довольно хорошую мобильную игру. В отличие от сопоставимых симуляторов строительства городов, игра дает игроку значительно больше свободы для строительства города в соответствии с собственными желаниями». Джакомо Лоуренс хвалит высокий уровень детализации в своем блоге The Nerdy Student и называет игру «обязательной для каждого поклонника SimCity 2000 и подобного жанра». На сайте Metacritic игра набрала 8.9 User Score, «В целом благоприятные».
TheoTown также используется как инструмент в образовательных целях. Рассмотрено применение игры в качестве средства экологического обучения и продвижения концепций экологической справедливости в бразильских государственных школах, где TheoTown выполняет роль симулятора городского планирования с учётом экологических параметров.